# Valerie Viehoff
Valerie Viehoff est une rameuse allemande née le 16 février 1976 à Bonn. 

## Biographie
Valerie Viehoff a remporté la médaille d'argent en deux de couple poids légers aux Jeux olympiques d'été de 2000 à Sydney en compagnie de Claudia Blasberg.